# James Allen Hardie
Pour les articles homonymes, voir James Hardie et Hardie.
James Allen Hardie (5 mai 1823 - 14 décembre 1876) est un général américain qui a servi dans un nombre important de postes administratifs dans l'armée de l'Union pendant la guerre de Sécession.

## Avant la guerre
Hardie naît dans la ville de New York. Il est diplômé de l'académie militaire de West Point en 1843, onzième d'une classe de 39 cadets, et commence à servir avec le 3rd U.S. Artillery (en). Au cours de la guerre américano-mexicaine, en tant que second lieutenant, il est détaché de son régiment pour servir avec le 1st Regiment of New York Volunteers (en), en Californie et au cours de la guerre contre le Mexique en tant que commandant. En tant que tel, il devient le commandant militaire de San Francisco. De retour à son régiment, il participe aux campagnes contre les Indiens dans l'Oregon et le territoire de Washington, et est un assistant du brigadier général John E. Wool. Hardie est dans le camp avec le général George Wright sur le Latah (Hangman's) Creek, près de l'actuelle Spokane, en 1858, quand ils attirent Qualchan (en) dans le camp et le pendent sommairement. Le père de Qualchan, le chef Owhi, qui est en garde à vue, est abattu plus tard alors qu'il tente de s'échapper. Promu capitaine, il sert en tant qu'adjudant-général du département de l'Oregon (en) lorsque la guerre de Sécession éclate.

## Guerre de Sécession
Promu lieutenant-colonel le 28 septembre 1861, Hardie rejoint l'état-major du major général George B. McClellan. Lors des campagnes de la péninsule, du Maryland et de Fredericksburg de la guerre de Sécession, il agit à titre de adjudant général de l'armée du Potomac, et le 29 novembre 1862,  il est nommé brigadier général des volontaires, mais la nomination n'est pas confirmée par le sénat des États-Unis et la promotion est abrogée le 22 janvier 1863. En 1863, il est nommé adjoint de l'adjudant-général, avec le grade de commandant dans l'état-major de l'armée régulière, et le 24 mai 1864, est fait inspecteur général, avec le grade de colonel. Le 3 mars 1865, le président Abraham Lincoln propose Hardie pour la nomination au brevet brigadier général dans l'armée régulière avec une date de prise de rang au 3 mars 1865 et le sénat des États-Unis confirme la nomination le 9 mars 1865.
Hardie joue un rôle administratif important dans deux incidents clés au cours de la guerre. Au cours de la bataille de Fredericksburg, il livre les ordres de l'attaque au major général William B. Franklin , le 13 décembre 1862. Franklin ne mène pas son attaque selon les attentes du major général Ambrose E. Burnside, et Hardie est critiqué pour ne pas avoir veillé à ce que les deux généraux se comprennent l'un l'autre correctement. Le 28 juin 1863, Hardie est l'officier qui livre l'ordre surprise au major général George G. Meade à Frederick, au Maryland, le nommant commandant de l'armée du Potomac, trois jours avant la bataille de Gettysburg.
Le 8 mars 1866, le président Andrew Johnson propose Hardie pour le brevet de major général dans l'armée régulière, avec une date de prise de rang au 13 mars 1865. Le sénat américain confirme la nomination, le 4 mai 1866 et la confirme de nouveau le 14 juillet 1866.

## Après la guerre
Après la guerre de Sécession, Hardie est l'un des inspecteurs généraux de l'armée. Sa carrière militaire dure 37 ans, jusqu'à sa mort en service actif. Il meurt à Washington, D.C., et est enterré dans le cimetière de Green-Wood, à Brooklyn, New York.